# 오라동
오라동(吾羅洞)은 제주특별자치도 제주시의 행정동이다. 법정동 오라일동, 오라이동, 오라삼동을 관할한다. 면적은 28.74km2이며,  인구는 외국인을 제외하고 2010년 12월 31일을 기준으로 4,543세대 6,304명에 이른다.

## 개요
오라일동은 ‘한내동카름’이라 하여 왔으며, 각종 체육 및 문화행사가 빈번하게 열리면서 체육1번지라 불릴 정도로 도민은 물론 전국에서 많은 사람들이 즐겨 찾는 제주종합경기장과 제주도의 동서부 지역으로 운행하면서 도민의 발 역할을 하고 있는 시외버스터미널 주변 및 그 일대 지역으로서 공설통을 포함하고 있다.
오라이동은 ‘한내서카름’이라 하며 사평마을, 연미마을, 정실마을, 동성마을 등이 속한다. 사평마을에 각종 전국 탁구대회에서 상위권에 입상하는 성적을 내고 있는 오라초등학교가 위치해 있으며, 연미마을 남측에는 시민들이 건강을 위해 즐겨 찾는 민오름이 위치해 있고, 민오름 북측에는 을사조약과 한일합방의 치욕을 씻고 왜적에 항거하고자 뜻을 같이한 12지사의 애국정신이 서려 있는 《조설대》가 있다. 정실마을은 제주시 중산간 마을로는 1978년 처음으로 취락구조 개선사업을 실시한 마을로 제주교도소와 오라골프장이 들어서 있어 관광지로서 큰 몫을 하고 있다.
오라삼동은 속칭 ‘중댕이굴’이라 하며 월구(月龜)라 기록하기도 한다. 구제주와 신제주 중간에 있는 도심속의 조용한 전원마을로 이웃간에 따스한 정을 나눠 오고 있으며, 제주시의 동서를 잇는 주요 간선도로인 연삼로와 서광로가 접해 있어서 교통이 편리하다. 중앙전파관리소 제주분소, 제주시 농협 하나로마트와 어민후계자 수산물마트가 들어서 있다.
2006년 7월 1일에는 제주특별자치도가 출범함에 따라 제주시 오라동이 되었다.

## 관광
- 방선문계곡
- 오라올레

## 주요 시설
- 제주방송 (JIBS)
- 제주과학고등학교
- 제주교도소
- 제주발전연구원
- 오라CC
- 한라도서관
- 오라초등학교
- 제주시외버스터미널
- 오라동 주민센터
- 농협하나로마트 오라점
- 제주종합경기장